# Orquestra Bruckner de Linz
A Orquestra Bruckner de Linz ou de Líncia (em alemão: Bruckner Orchester Linz) é uma das principais orquestras da Áustria, estando baseada na cidade de Linz. É também a Orquestra do Teatro de Linz, sendo freqüentemente associada com a música do compositor austríaco Anton Bruckner.
A orquestra recebeu seu atual nome em 1967, quando esteve sob a gestão do maestro e musicólogo Kurt Wöss. Já realizou diversas gravações das sinfonias de Bruckner, principalmente com o regente convidado Kurt Eichhorn.

## Regentes titulares
- Dennis Russell Davies (2002-presente)
- Martin Sieghart (1992-2000)
- Manfred Mayrhofer (1985-1992)
- Roman Zeilinger (1983-1985)
- Theodor Guschlbauer (1975-1983)
- Kurt Wöss (1967-1975)